# Västpivi
Västpivi (Contopus sordidulus) är en fågel i familjen tyranner inom ordningen tättingar. Den förekommer i västra Nordamerika och Centralamerika.

## Kännetecken

### Utseende
Västpivin är en grungrå tyrann med dubbla vita vingband, lik tyrannerna i släktet Empidonax men är större (16 cm) och har längre vingar, mörkare huvud och smalare vit ögonring, sotfärgat bröst och sotfärgade fläckar på undre stjärttäckarna. Den saknar också empidernas beteende att vippa på stjärten. Den är i princip identisk med östpivin (C. virens) men har något smalare och mindre tydliga vingband och är en nyans mörkare. Lätena skiljer sig dock tydligt.

### Läten
Västpivins sång är en nasal och skorrig vissling, "DREE-yurr" eller "brreeee". Lätet är likt östpivins, ett torrt "plit"..

## Utbredning och systematik
Västpivi delas in i fyra underarter med följande utbredning:
- Contopus sordidulus saturatus – häckar från sydöstra Alaska till västra Oregon, övervintrar i Nord- och Sydamerika
- Contopus sordidulus veliei – häckar från östra Alaska till Texas och norra Mexiko, övervintrar i Sydamerika
- Contopus sordidulus peninsulae – häckar i södra Baja California, övervintrar i nordvästra Sydamerika
- Contopus sordidulus sordidulus – häckar från Mexikos högland till Honduras, övervintrar i Peru

Övervintringsområdet är dock relativt okänt med tanke på förväxlingsrisken med östpivin. Dessa två är nära släkt, men ingen hybridisering har noterats i det smala området som deras utbredningar överlappar.

## Levnadssätt
Västpivin hittas i högväxt löv- och blandskog och i skogsbryn. Den ses enstaka, ofta på en väl synlig utkiksplats rätt högt upp i träden varifrån den gör utfall mot flygande insekter. Fågeln häckar från början av maj till slutet av augusti.

## Status och hot
Arten har ett stort utbredningsområde och en stor population, men tros minska i antal, dock inte tillräckligt kraftigt för att den ska betraktas som hotad. IUCN kategoriserar därför arten som livskraftig (LC). Västpivin har minskat med så mycket som 48% mellan 1966 och 2015. Världspopulationen uppskattas till 9,2 miljoner häckande individer.